# Gurrea de Gállego
Pour les articles homonymes, voir Gurrea.
Gurrea de Gállego est une commune d’Espagne, dans la province de Huesca, communauté autonome d'Aragon comarque de Hoya de Huesca.

## Jumelage
Sauveterre-de-Béarn (France) depuis 1993 Pyrénées-Atlantiques